# Bloodline Champions
Bloodline Champions — компьютерная игра, разработанная шведской компанией Stunlock Studios в жанре top-down action-shooter. Распространяется Funcom при помощи Microsoft XNA. Игра была удостоена премии «Игра года» на Swedish Game Awards 2009. Официально запущена 13 января 2011 года. Распространяется по модели Free-to-play.

## BLC в России и СНГ
Локализатором игры в России выступает компания Innova Systems
- 24 августа 2011 года компания «Иннова» заявила об официально готовящемся запуске игры в России и СНГ[4].
- 28 октября 2011 года был официально запущен сайт игры www.blc.ru и начат приём заявок на закрытое бета-тестирование (ЗБТ)[5].
- 11 ноября 2011 года начато закрытое бета-тестирование игры[6].
- 25 ноября 2011 стартовало открытое бета-тестирование[7].
- 7 декабря 2011 в свет вышла официальная версия Bloodline Champions.
- 10 декабря релиз игры как киберспортивной дисциплины в Киев Киберспорт Арене.
- 9 февраля — анонс первого внутриигрового турнира — призовой фонд 30 тыс. рублей (все призовые с включенным НДФЛ).
- 19 декабря 2012 года — анонс о закрытии российских игровых серверов на официальном форуме игры.
- 25 января 2013 года — анонс о закрытии игры в СНГ.
- 29 января — закрытие игры и перенос аккаунтов на европейский сервер.

## Игровой процесс
Три различных игровых мода: Арена (бой насмерть), Захват артефакта (захват и удержание артефактов) и Завоевание (захват и удержание контрольных точек).
Игрок управляет одним из 25 героев (каст), каждый из которых обладает уникальными характеристиками. Игроки разделяются на две команды (Тепло и Холод) до пяти человек в каждой. Условия для победы меняются в зависимости от режима игры (на выживание, на удержание артефакта или территории).
На использование умений в игре не тратится маны (которой просто не существует). Вместо неё игрок накапливает Ярость, которая тратится лишь на использование Ultimate-умения, отличающийся своей силой от обычных умений.
Все игровые способности игрока «выстреливают» туда, где находится курсор во время активации.

## Касты
Чемпионы, герои в Bloodline Champions называются кастами. Существует четыре типа каст:
- Целители (хилер) — каста, специализирующаяся на лечении союзников
- Защитники (танк) — каста с большим запасом здоровья и контроль-умениями
- Воин ближнего боя (мили) — каста ближнего боя, со средним запасом здоровья и средним уроном врагу
- Воин дальнего боя (рДД) — каста дальнего боя, с низким запасом здоровья и большим уроном

Каждый чемпион имеет 7 уникальных способностей, две из которых имеют Ex-версию (улучшенную). Способности имеют различную скорость перезарядки. Седьмая способность — Ultimate, крайне сильна, но для использования требуется накопить Ярость. Ярость игрока растёт при удачном использовании большинства атакующих и лечащих способностей, так же можно потратить Энергию на Ex-версии обычных заклинаний. Описания чемпионов можно найти на официальном сайте.
По состоянию на 23 июня в игре доступно 27 каст.
Целители:
- Алхимик
- Предсказатель
- Медиум
- Астроном
- Жрец крови
- Гримрог
- Дриада

Защитники:
- Пожиратель
- Хранитель рун
- Дендроид
- Берсерк
- Храмовник
- Металика
- Голем

Воины ближнего боя:
- Шаман
- Убийца
- Мастер копья
- Разбойница
- Сталкер
- Наемник
- Головорез

Воины дальнего боя:
- Инженер
- Стрелок
- Лучник
- Буревестник
- Поджигатель
- Кочевница

## Автобаланс, уровень и ранг
Помимо стандартного для игр жанра PvP Arena уровня аккаунта игрока существует ранг аккаунта.
- Уровень — характеризует опыт игрока, который он получает за каждую битву.
- Ранг — качество игры. Соотношение побед/поражений, нанесённого и полученного урона и т. п.

Автоматическая система баланса подбирает команды ориентируясь на эти два показателя, поэтому игры проходят между равными по силе командами.

## Bloodline Champions как киберспортивная дисциплина
Ежедневно в игре проводятся турниры в режиме на выживание (2х2 и 3х3). Периодически устраиваются турниры с реальными деньгами в качестве приза.
Сообщество BloodLineR раз в месяц проводит 1х1 или 2х2 турниры. В сентябре 2013 года проходит первый их турнир с призовым фондом 2400 Funcom Points за 1 место, 1200 за второе и 600 за третье.

## Системные требования
Операционная система: Windows XP с SP2, Windows Vista и Windows 7
Процессор: Intel Pentium IV 2.0 ГГц, AMD Athlon XP 2000+
Оперативная память: 512мб, 1 ГБ
Видеокарта: nVidia GeForce FX 5500, ATI Radeon 9500, ATI Radeon 9000 SERIES.
Свободное место на жёстком диске: 3 ГБ
Сеть: Интернет-соединение, не менее 56 Кб/с